# آلن جونز
آلن جونز (انگلیسی: Allan Jones; ۶ ژانویهٔ ۱۹۴۰ – سپتامبر ۱۹۹۳ (aged 53)) بازیکن فوتبال اهل بریتانیا بود.
از باشگاه‌هایی که در آن بازی کرده‌است می‌توان به باشگاه فوتبال لیورپول، باشگاه فوتبال برنتفورد، و تیم ملی فوتبال ولز اشاره کرد.
وی همچنین در تیم ملی فوتبال دبیرستانهای ولز بازی کرده‌است.